# Хукали
Хукали (осет. Хуыкъалы) — село в Алагирском районе Республики Северная Осетия-Алания. Входит в состав Цейского сельского поселения.

## Географическое положение
Расположено на левом берегу реки Сурагатдон (приток реки Цеядон), в 2 км к северо-востоку от центра сельского поселения Нижний Цей.

## Население
| 2002 | 2010 | 2021 |
| ---- | ---- | ---- |
| 3    | ↗6   | ↘4   |